# گردباد ملایم
گردباد ملایم (انگلیسی: The Gentle Cyclone) یک فیلم کمدی صامت به کارگردانی دبلیو. اس. ون دایک است که در سال ۱۹۲۶ منتشر شد. این فیلم امروزه یک فیلم گمشده محسوب می شود.

## بازیگران
- اولیور هاردی
- رُز بلاسام
- باک جونز
- گرانت ویثرز
- جی هانت
- کتلین مایرز
- ماریون هارلان
- ویل والینگ
- استنتون هک